# Oscar Kellner
Oskar Johann Kellner (13. května 1851, Tułowice, Horní Slezsko — 12. září 1911, Karlsruhe) byl německý agronom.

## Životopis
Oskar Kellner byl pozván učit v Japonsku jako zahraniční poradce v prefektuře Meidži. Měl za úkol zlepšit agronomii tehdejší japonské říše. Kellnerův příjezd byl 5. listopadu 1881; výuku začal na agronomické škole Komaba v Tokiu, poté na tokijské škole Agronomie a lesnictví (nyní spadá pod Tokijskou univerzitu); prováděl také množství výzkumů na chemických hnojivech. Kellner je považován za „otce“ japonské agrochemie. Jeho analýza výživy hospodářských zvířat byla nazývána „Kellnerův standard“ a byla následně převzata do japonského dobytkářské průmyslu. Kellner se vrátil do Německa 31. prosince 1892.

## Práce
- die Ernährung der landwirtschaftlichen Nutztiere, 1905
- Grundzüge der Fütteringslehre, 1907